# Hyperantus
Hyperantus ist in der griechischen Mythologie einer der 50 Söhne des Aigyptos, des Zwillingsbruders von Danaos, und zählt daher zu den Aigyptiaden. 
Laut der schlecht überlieferten, unvollständigen Liste mit 47 von 50 Danaidenpaarungen in den Fabulae des Hyginus Mythographus wurde er von seiner Gemahlin Electra in der Hochzeitsnacht getötet. In der Bibliotheke des Apollodor ist Electra (Elektra) mit Peristhenes vermählt.
Die Überlieferung Hyperantus ist korrupt, ein entsprechender männlicher, griechischer Name wäre Hyperanthes.